# Bass by Pettiford/Burke
Bass by Pettiford/Burke è un album di Oscar Pettiford nel lato A del disco, mentre nel lato B sono presenti otto brani eseguiti dal quartetto del contrabbassista Vinnie Burke, pubblicato dalla Bethlehem Records nel 1957. I brani del quintetto di Pettiford (lato A) furono registrati nel settembre del 1954 a New York (si tratta degli stessi brani già pubblicati nell'LP Oscar Pettiford (Bethlehem Rec., BCP-1003)), i brani del lato B (Vinnie Burke's Quartet), furono registrati a New York nel 1954.

## Tracce
Lato A
1. Sextette – 2:56 (Gerry Mulligan)
2. Golden Touch – 2:20 (Quincy Jones)
3. Cable Car – 2:20 (Oscar Pettiford, Sonny Clark)
4. Trictrotism – 2:41 (Oscar Pettiford)
5. Edge of Love – 2:24 (Goode, Baker, Charles Ables)
6. Oscar Rides Again – 2:33 (Oscar Pettiford)

Lato B
1. The Continental – 2:51 (Con Conrad, Herbert Magidson)
2. For All We Know – 2:17 (J. Fred Coots, Sam M. Lewis)
3. Yesterdays – 3:15 (Otto Harbach, Jerome Kern)
4. Imagination – 2:42 (James Van Heusen, Johnny Burke)
5. Time Out – 2:41 (Johnny Burke, Edgar Battle, Eddie Durham, Vinnie Burke)
6. Softly as in the Morning Sunrise – 1:24 (Oscar Hammerstein II, Sigmund Romberg)
7. On the Alamo – 4:02 (Isham Jones, Gus Kahn)
8. Honeysuckle Rose – 2:20 (Andy Razaf, Fats Waller)

## Musicisti
Brani A1, A2, A3, A4, A5 e A6
- Oscar Pettiford - contrabbasso
- Oscar Pettiford - violoncello
- Charlie Rouse - sassofono tenore
- Duke Jordan - pianoforte
- Julius Watkins - corno francese
- Ron Jefferson - batteria

Brani B1, B2, B3, B4, B5, B6, B7 e B8
- Vinnie Burke - contrabbasso
- Ronnie Odrich - flauto, clarinetto (tranne brano: B6)
- Don Burns - accordion (tranne brano: B6)
- Barry Galbraith - chitarra (tranne brano: B6)
- Joe Cinderella - chitarra (solo nel brano: 6)